# NZ COVID Tracer
O NZ COVID Tracer é um aplicativo de rastreamento de contatos que o Ministério da Saúde da Nova Zelândia lançou em 20 de maio de 2020 para ajudar no combate a pandemia de COVID-19 em andamento. O aplicativo está disponível na App Store e no Google Play e permite que os usuários digitalizem seus códigos QR em empresas, prédios públicos e outras organizações para fins de rastreamento de contatos.

## História
O aplicativo NZ COVID Tracer foi desenvolvido para o Ministério da Saúde pela empresa neozelandesa Rush Digital e conta parcialmente com uma plataforma da Amazon Web Services. Foi formalmente lançado em 20 de maio de 2020. Algumas pessoas conseguiram baixá-lo da App Store em 19 de maio e um porta-voz do Ministério da Saúde disse mais tarde que ele havia sido enviado à App Store e ao Google Play naquela noite e que pode haver uma variação no tempo entre o envio de um aplicativo e sua ativação. A primeira-ministra Jacinda Ardern descreveu o aplicativo COVID Tracer como um "diário digital".
Imediatamente após o lançamento inicial, vários usuários encontraram dificuldades em fazer login no aplicativo ou usá-lo. Também houve queixas do público de que iPhones e telefones Android mais antigos não conseguiam baixar o aplicativo. Em resposta, o Ministério anunciou que futuras atualizações incluiriam suporte para dispositivos e sistemas mais antigos. O Ministério também aconselhou as pessoas sem um dispositivo móvel compatível a manter um registro manual das pessoas e lugares que eles visitaram para fins de rastreamento de contatos. O aplicativo recebeu uma classificação média de 2,6 na Google Play Store, com a maioria das reclamações relacionadas ao seu design inadequado e dificuldade em encontrar o aplicativo. Em 20 de maio, mais de 92.000 pessoas haviam baixado o aplicativo COVID Tracer e mais de 1.000 empresas haviam se cadastrado.
Em 12 de junho, a Stuff informou que muitas empresas estavam achando o aplicativo desajeitado e tinham que confiar em aplicativos secundários. Uma pesquisa realizada na Neighborly descobriu que menos de 37% dos entrevistados haviam baixado o aplicativo COVID Tracer devido a questões de privacidade, falta de acesso a um smartphone e confusão sobre como usá-lo. Em 17 de junho, o Ministério da Saúde informou que 562.000 pessoas haviam se registrado no aplicativo COVID Tracer. Foram criados 56.552 pôsteres com os códigos QR oficiais. Até a presente data, houve 1.035.154 digitalizações de pôsteres.

## Rastreamento de contato
O aplicativo NZ COVID Tracer opera em dispositivos Android 7.0 ou superior e Apple iOS 12 ou superior. Ele permite que os usuários digitalizem seus códigos QR em empresas, prédios públicos e outras organizações para fins de rastreamento de contatos. As pessoas também podem registrar seus detalhes de rastreamento de contato no site oficial da NZ COVID Tracer. As informações sobre os movimentos das pessoas serão armazenadas por 31 dias pelo Ministério da Saúde, que usa o Amazon Web Services em Sydney para armazenar os dados, antes de serem excluídas automaticamente.
Usuários iniciantes são obrigados a digitar seu nome, número de telefone, endereço de e-mail e criar uma senha. Eles receberão um código de seis dígitos que lhes permite concluir o processo de registro. O aplicativo também permite que os usuários armazenem seus detalhes de contato e endereço físico, que são fornecidos ao Serviço Nacional de Contato Fechado (NCCS), a fim de facilitar o rastreamento de contatos no caso de o usuário ser identificado como um contato próximo de alguém que contraiu a COVID -19.
Em 10 de junho, o governo anunciou que estaria atualizando o aplicativo NZ COVID Tracer para permitir que o aplicativo contate usuários que possam ter sido expostos ao Covid-19 e dando a eles a opção de enviar voluntariamente seu histórico de localização a autoridades de saúde pública.

## Privacidade e supervisão
O aplicativo NZ COVID Tracer foi desenvolvido pelo Ministério da Saúde em consulta com o Privacy Commissioner e também passou por testes de segurança independentes. Quaisquer informações pessoais e detalhes de contato registrados no aplicativo Tracer são fornecidos ao Serviço Nacional de Contato Fechado. Essas informações são retidas apenas para fins de saúde pública e não são compartilhadas com agências fora do setor de saúde. Qualquer informação inserida no aplicativo Tracer, incluindo os locais em que os usuários acessam, é armazenada com segurança no telefone e excluída automaticamente após 31 dias. Os usuários têm o direito de compartilhar informações com rastreadores de contatos.